# St. Mauritius (Bern-Bethlehem)

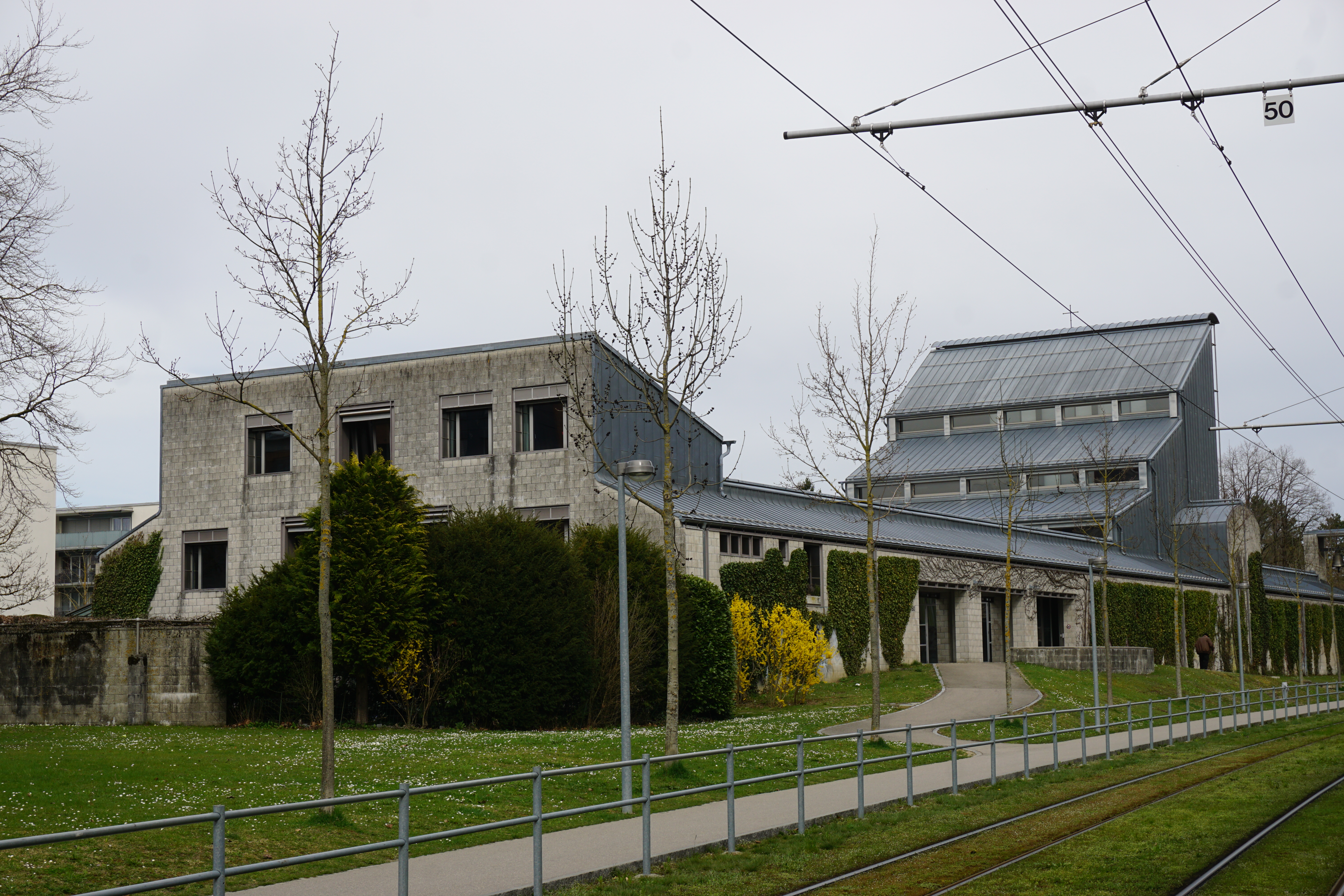
Die Mauritiuskirche, Seite Waldmannstrasse

Die  Kirche St. Mauritius  ist die Pfarrkirche der 1969 entstandenen römisch-katholischen Pfarrei St. Mauritius im Ackerli im Berner Bethlehemquartier. Ihr Gebiet gehörte ursprünglich zur Pfarrei St. Antonius in Bümpliz. Die heutige Kirche ersetzt die 1968 dort gebaute und 1987 abgebrochene Fastenopfer-Kirche.

## Geschichte und Pfarreistruktur
Gemäss Dekret des Grossen Rats vom 8. März 1939 erhielten die drei Stadtpfarreien von Bern Dreifaltigkeit, St. Antonius und St. Marien den Status einer staatlich anerkannten Kirchgemeinde und wurden zur «Römisch-katholischen Gesamtkirchgemeinde der Stadt Bern und des ihr angeschlossenen Kantonsgebietes». Die weitläufige Antonius-Pfarrei von Bümpliz wurde seither mehrfach aufgeteilt. 1965 begannen erste Schritte zur Abtrennung des Stadtteils Bethlehem, und 1969 wurde die Pfarrei St. Mauritius mit der als provisorisch gedachten Fastenopfer-Kirche gegründet. Vor dem Bau der ersten Kirche fanden Gottesdienste, Treffen und Anlässe im Restaurant Tscharnergut statt. Der Anlass zur Gründung einer neuen Pfarrei war das Bevölkerungswachstum im Quartier. Es wurden viele neue Wohnsiedlungen gebaut, und viele Menschen zogen nach Bethlehem. Unterdessen wurde die Notkirche durch eine neue Kirche ersetzt. In neuster Zeit arbeiten die Pfarreien St. Mauritius und St. Anton wieder nahe zusammen.
Zur St.-Mauritius-Pfarrei gehören neben dem Stadtteil Bern-Bethlehem die Einwohnergemeinden Ferenbalm, Frauenkappelen, Golaten, Gurbrü, Mühleberg, Wileroltigen und Wohlen ohne die Ortschaften Uettligen und Oberdettigen.

## Erste Kirche

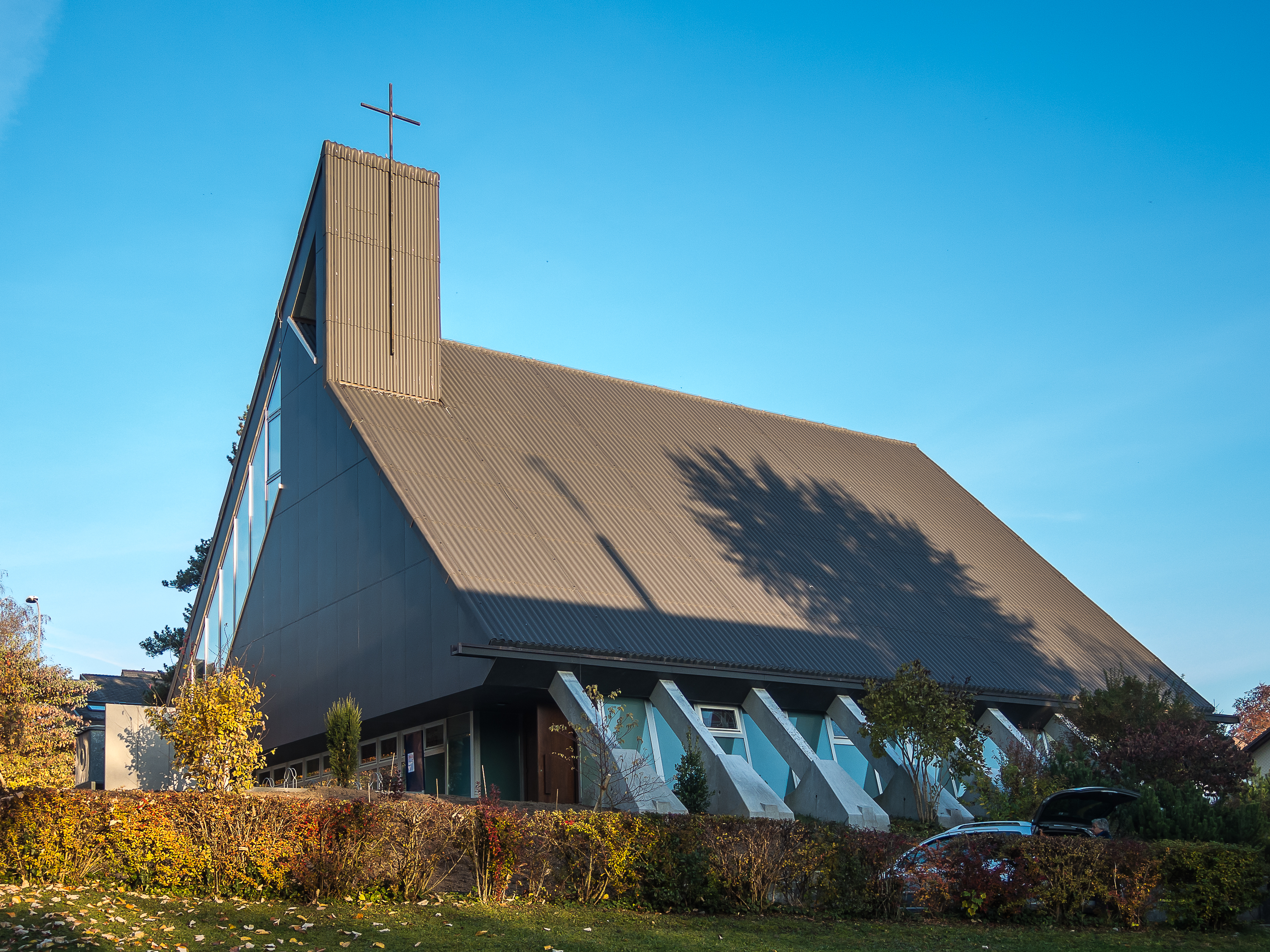
Die Fastenopferkirche St. Johannes in Münsingen. Die baugleiche Kirche St. Mauritius bestand von 1968 bis 1987

Die 1968 erstellte Fastenopfer-Kirche war eine der vom Architekten Hanns Anton Brütsch entworfenen Notkirchen. Wegen des hohen Aufwands für dringend nötige Unterhaltsarbeiten wurde in den 1980er Jahren der Neubau einer Kirche beschlossen. Entgegen der ursprünglichen Idee einer Wiederverwendung der Bauteile an einem anderen Ort musste mangels Interessenten das Abbruchmaterial entsorgt werden.

## Neubau der Kirche

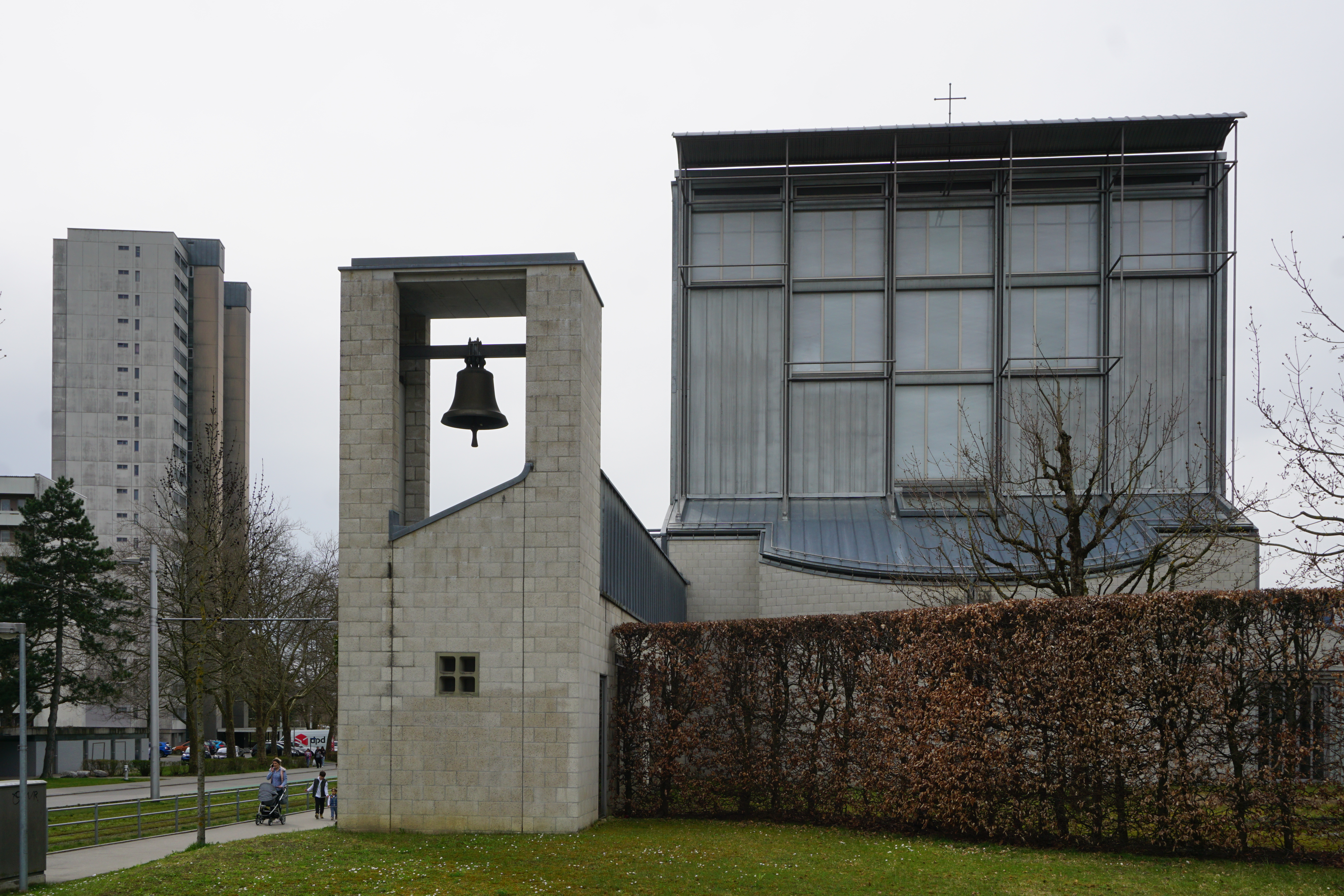
Ansicht von Osten

In den Jahren 1987 bis 1989 baute der für Städteplanung bekannte Architekt Willi Egli aus Zürich das neue Kirchenzentrum. An der Tramlinie zum nahen Westside und der Waldmannstrasse, zwischen Einfamilienhäusern und dem angrenzenden Wohnheim Acherli und den Hochhäusern der anderen Strassenseite gegenüber, wirkt die Kirche, auch wegen der zurückhaltenden Architektur, identitätsstiftend für das Quartier. Wie eine Arche soll das Kirchenareal sinnbildlich den Besuchern Schutz und Zuflucht bieten. Der Bau ist in vorfabrizierten Sichtbeton-Elementen und Bredero-Betonsteinen als Skelettbau mit Pultdächern in unterschiedlicher Neigung ausgeführt. Die Dachpartien sind mit Titan-Zinkblech verkleidet. Den westlichen Abschluss bildet das Pfarrhaus mit der Fensterseite zum Garten. Das Grundstück wird teilweise mit hohen Hecken und Sträuchern umfasst. Von der alten Murtenstrasse her bestehen die Zufahrt zu den Parkplätzen und der Eingang zum anschliessenden Kirchenhof. Er ist von beiden Seiten offen, und von dort sind das Pfarrhaus und das Sekretariat zugänglich. Die beidseitigen Laufgänge verbinden die Kirche mit den Nebengebäuden.

### Innenraum und künstlerische Ausstattung

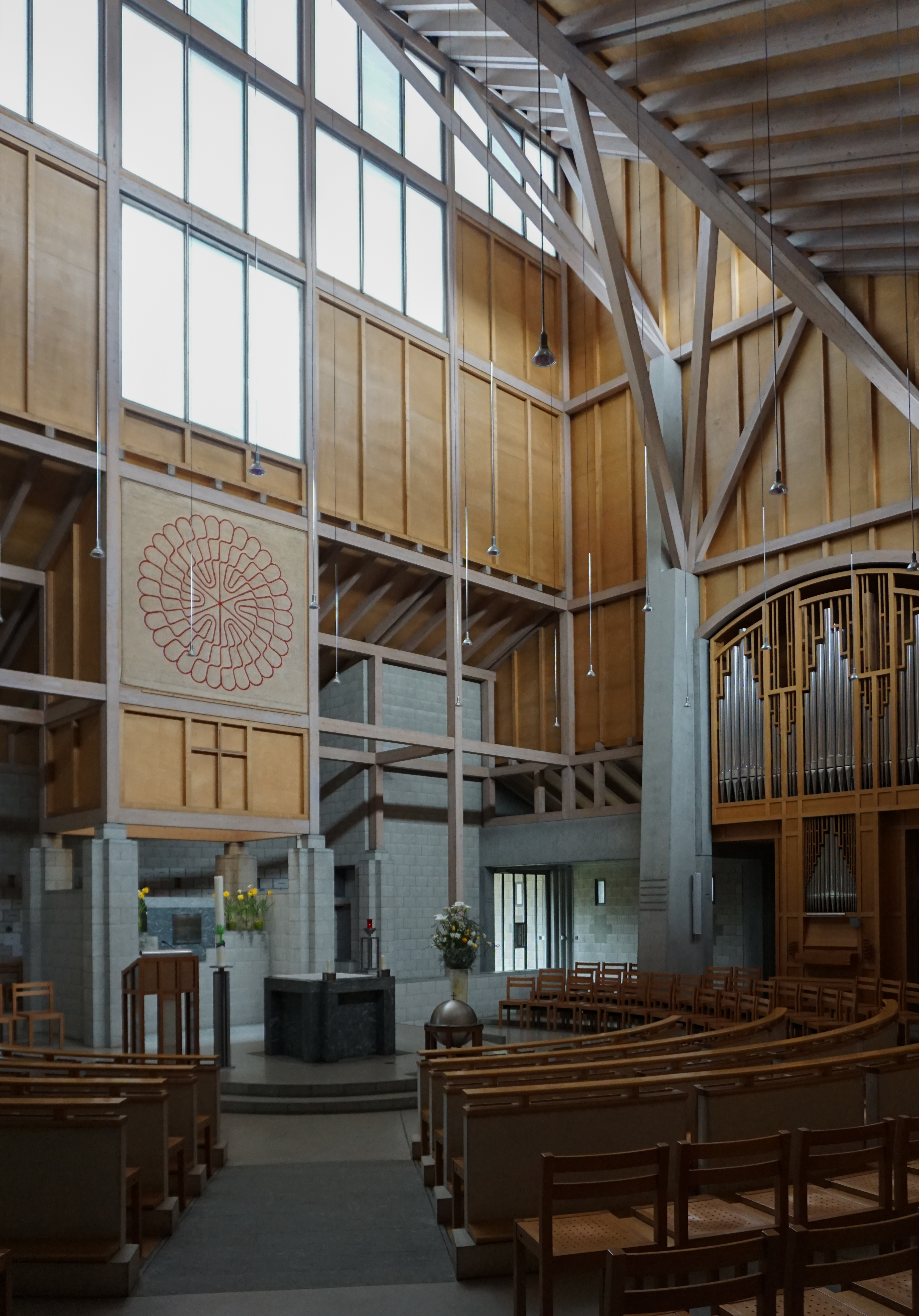
Inneres mit Altarraum

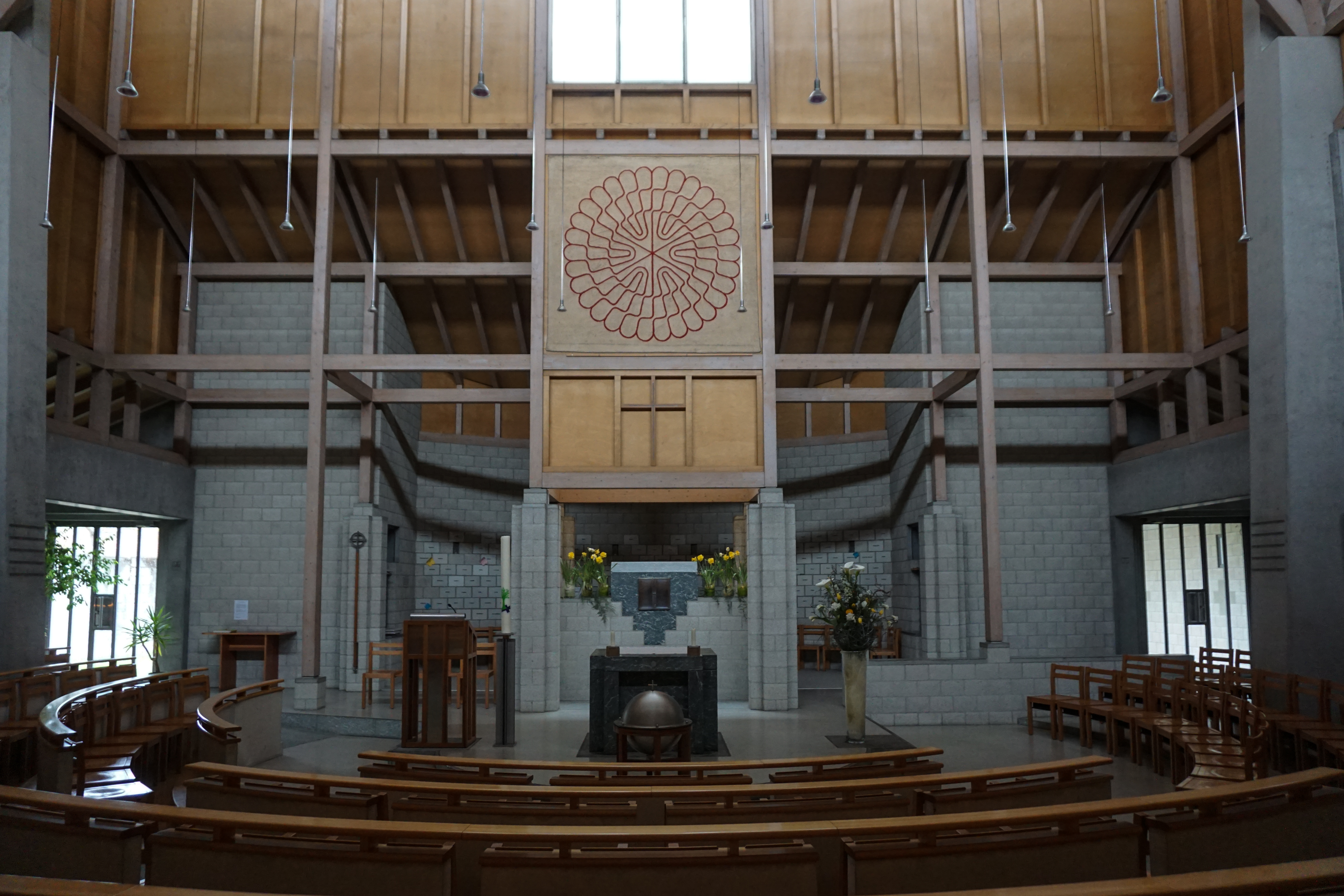
Altar, Frontalansicht

An das Foyer als niedrigsten Raum schliesst der Gemeindesaal mit einer schallgedämmten Hubwand an, die bei Bedarf zur Kirche hin geöffnet wird. Die Kirche selbst schliesst mit dem eingezogenen Chor nach Osten ab. Durch die Fenster in der höchsten Wandpartie des Lettners erhält der Raum Tageslicht. Die Steigerung der Dachkonstruktion macht die hierarchische Bedeutung der Räume sichtbar. Um den erhöht gestellten Altar sind die Kirchenbänke im Halbrund angeordnet. Auf Beton-Strebepfeilern ruht die hölzerne Dachkonstruktion über dem quadratisch konzipierten Raum. Die Ausstattung mit Altar, Ambo, Taufstein und Tabernakel ist aus Naturstein, Holz und Metall gefertigt. In der rechten Seitenwand ist die Orgel eingebaut. In der nischenförmig ausgebildeten Lettnerwand hinter dem Altar ist der Tabernakel eingelassen, und als Abschluss der Raumfolge ist dahinter ein Andachtsraum.

### Glocke
Die Glocke der Vorgängerkirche mit dem Schlagton as′ wurde nach einer Revision im Glockenträger der neuen Kirche aufgehängt. Sie wurde 1968 von H. Rüetschi AG gegossen.

### Orgel

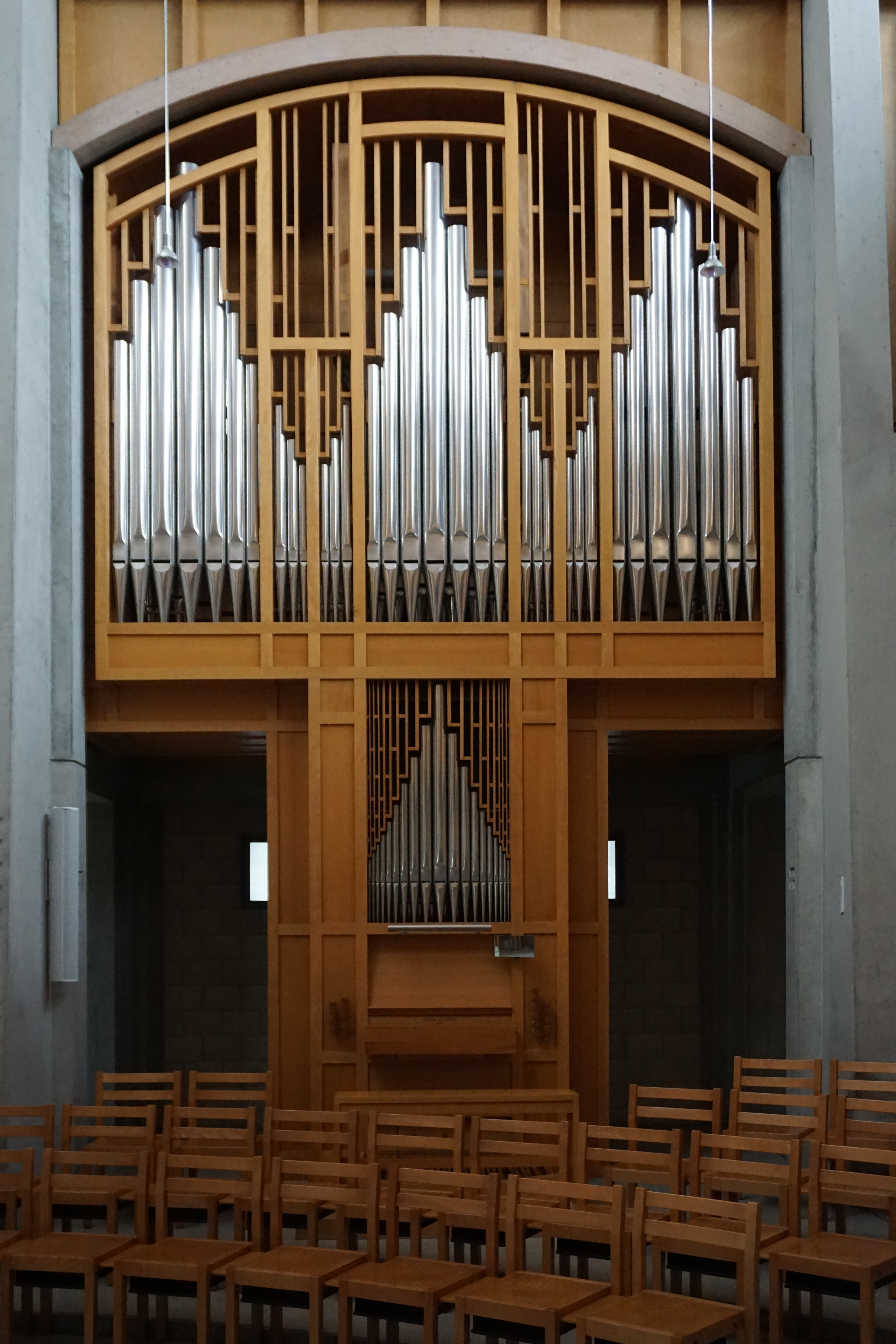
Orgelprospekt

1990 wurde die Orgel durch Orgelbau Lifart AG, Emmen, mit 19 Registern auf zwei Manualen und Pedal gebaut. Sie hat Schleifladen mit mechanischer Spiel- und Registertraktur.
| I Hauptwerk C–g3 |        |
| Principal        | 8′     |
| Rohrflöte        | 8′     |
| Gambe            | 8′     |
| Oktave           | 4′     |
| Nachthorn        | 4′     |
| Nasat            | 2 ⁄3′  |
| Superoktave      | 2′     |
| Terz             | 1 3⁄5′ |
| Mixtur IV        | 1 ⁄3′  |

| II Positiv C–g3 |    |
| Gedackt         | 8′ |
| Prinzipal       | 4′ |
| Koppelflöte     | 4′ |
| Waldflöte       | 2′ |
| Scharff III     | 2′ |
| Krummhorn       | 8′ |

| Pedal C–f1 |     |
| Subbass    | 16′ |
| Flötbass   | 8′  |
| Octave     | 4′  |
| Zinke      | 8′  |

- Koppeln: II/I (Manualschiebekoppel), I/P, II/P